# Alessia Russo (calciatrice)
Alessia Mia Teresa Russo (Maidstone, 8 febbraio 1999) è una calciatrice inglese, attaccante dell'Arsenal e della nazionale inglese.

## Carriera
Russo si avvicina al calcio fin da giovanissima, condividendo la passione con tutta la famiglia di origine italiana (il nonno si era trasferito in Inghilterra dalla Sicilia alla fine degli anni cinquanta), dove sia il padre Mario sia i due fratelli maggiori giocano a calcio a livello amatoriale.

### Club e calcio universitario
Dopo aver frequentato la scuola calcio presso il Charlton Athletic's centre of excellence, trascorre qui il primo periodo della carriera, giocando nelle sue formazioni giovanili prima di trasferirsi al Chelsea, dove continua l'attività agonistica in una squadra interamente femminile, vestendo la maglia e indossando la fascia di capitano delle Blues nella loro development squad (giovanile). A disposizione anche della prima squadra, la sua prima e unica apparizione è giunta durante la prima fase della FA WSL Continental Cup il 2 luglio 2016.
Prima dell'inizio del campionato noto come Spring Series, nel gennaio 2017 Russo decide di trasferirsi al Brighton & Hove, neopromosso in WSL 2. Debutta con la nuova maglia il 5 febbraio 2017 nel vittorioso incontro di terzo turno della FA Cup contro le avversarie del AFC Wimbledon. Il successivo 11 febbraio Russo sigla la prima rete del Brighton & Hove in WSL nell'incontro di apertura delle Spring, quello pareggiato 1-1 con il London Bees.
A campionato finito, nell'autunno 2017 Russo decide di trasferirsi negli Stati Uniti d'America per approfondire gli studi e giocare nella squadra di calcio femminile universitario dell'Università della Carolina del Nord a Chapel Hill, le North Carolina Tar Heels, che partecipano al torneo organizzato dall'Atlantic Coast Conference (ACC). Come matricola, al suo primo campionato matura 19 presenze, 18 da titolare., terminandola come capocannoniere della squadra con 9 reti e 2 assist, ottenendo inoltre numerosi riconoscimenti tra cui co-ACC Freshman of the Year, e l'inserimento nelle selezioni dell'ACC All-Freshman Team e United Soccer Coaches All-East Region first team. Nel 2018, nonostante abbia saltato la postseason a causa di una frattura alla gamba, Russo ha ottenuto di entrare nella selezione dell'United Soccer Coaches first-team All-America, la prima Tar Heel ad essere selezionata dopo Crystal Dunn nel 2013, ed è stata nominata ACC Offensive Player of the Year.
Nell'agosto 2020 Russo ha annunciato che stava rinunciando al suo ultimo anno di idoneità al college causa l'incertezza nella disputa della stagione in conseguenza della pandemia di COVID-19.
Tornata in patria, il 10 settembre 2020 Russo firma un contratto professionistico biennale con un'opzione per il terzo anno con il Manchester United, il club che tifava fin da piccola. Ha debuttato con la maglia delle Red Devils tre giorni dopo, entrando nel secondo tempo dell'incontro di campionato 2020-2021, nella vittoria per 5-2 sulle avversarie del Birmingham City fornendo anche un assist alle compagne. Sigla la sua prima rete per il club l'incontro successivo, quello che al 69' porta sul 2-0 il parziale sul Brighton & Hove Albion, incontro concluso poi per 3-0.
Nella stagione 2022-2023, contribuisce al secondo posto della sua squadra in campionato (miglior risultato di sempre per le Red Devils), che garantisce per la prima volta allo United l'accesso in UEFA Women's Champions League, e all'approdo in finale di FA Women's Cup. Dopo aver ricevuto due offerte potenzialmente da record per il calcio femminile da parte dell'Arsenal nel gennaio del 2023, entrambe rifiutate dallo United, nel giugno seguente Russo lascia ufficialmente il club di Manchester, non avendo rinnovato il proprio contratto in scadenza.
Il 4 luglio 2023 viene ufficialmente annunciato il suo trasferimento a parametro zero all'Arsenal, sempre nella WSL inglese, con cui firma un contratto triennale.

### Nazionale
Russo inizia ad essere convocata dalla federazione calcistica dell'Inghilterra (The FA) fin dal novembre 2012, inizialmente per vestire la maglia della nazionale under 15, per poi proseguire la trafila delle giovanili ad iniziare dalla formazione under 17 per passare successivamente all'under 19, under 20 e under 21.
Chiamata dal tecnico John Griffiths a disputare con la maglia dell'under 17 le qualificazioni all'Europeo di Islanda 2015, con le inglesi che falliscono l'accesso alla fase finale, viene riconfermata in rosa anche per le successive qualificazioni di Bielorussia 2016, e in questa fase, nell'ottobre 2015, segna 5 reti nell'incontro vinto 13-0 sulle pari età della Croazia e una tripletta all'Estonia l'incontro successivo. Russo chiude la fase di qualificazione come capocannoniere con 9 reti all'attivo, aiutando la squadra ad accedere alla fase finale e dove la sua nazionale, grazie alle sue ulteriori 5 reti, che la incoronano nuovamente capocannoniere ex aequo con la spagnola Lorena Navarro, tra i quali la doppietta segnata alla Germania, nazionale che poi si aggiudicherà il torneo, nella combattuta semifinale dove le tedesche eliminano l'Inghilterra vincendo l'incontro 4-3. Il risultato permette all'Inghilterra di accedere anche al Mondiale di Giordania 2016, dove Russo è nuovamente inserita in rosa. In quell'occasione Griffiths la impiega in tutti i quattro incontri disputati dalle Young Lionesses, con la squadra che, imbattuta e con una vittoria, 2-1 con il Brasile, e due pareggi, 3-3 con la Corea del Nord e a reti inviolate con la Nigeria, dopo essere giunta seconda nel gruppo C della fase a gironi e aver così passato il turno, viene eliminata ai quarti di finale dalle avversarie del Giappone, vittoriose per 3-0, nipponiche che poi affronteranno le nord coreane in finale, perdendola.
L'anno successivo passa alla under 19, chiamata dal tecnico Mo Marley in occasione della fase élite di qualificazione all'Europeo di Irlanda del Nord 2017, facendo il suo esordio nella vittoria del 5 aprile per 3-0 sulla Turchia. Ottenuto l'accesso alla fase finale Marley la riconferma in rosa, impiegandola in tutti i quattro incontri disputati, i tre della fase a gironi, dove classificandosi terza nel gruppo B viene eliminata, e nei play-off per la qualificazione al Mondiale Under-20 di Francia 2018, dove supera per 2-0 la Scozia guadagnandosi l'accesso.
Marley, responsabile anche della formazione under 20, la convoca nuovamente, impiegandola in tutti i sei incontri dell'Inghilterra che la vedono superare la fase a gironi, con due vittorie e un pareggio nel gruppo B, battere per 2-1 i Paesi Bassi ai quarti di finale, perdere la semifinale per 2-0 con il Giappone, e infine ottenere la medaglia di bronzo battendo la Francia ai rigori, dopo che i tempi regolamentari si erano chiusi con una rete per parte, nella finale per il terzo posto.
Il 26 febbraio 2020 viene convocata per la prima volta con la nazionale maggiore, chiamata dal commissario tecnico Phil Neville nello stage per valutare la formazione da portare all'edizione 2020 della SheBelieves Cup, torneo ad invito alla sua quinta edizione che si disputa negli Stati Uniti d'America. Inizialmente fuori rosa, a causa dell'infortunio che costringe Lucy Bronze a disertare il torneo, Neville decide di chiamare Russo in sua sostituzione. In quell'occasione l'11 marzo, nel terzo e ultimo incontro del trofeo, debutta rilevando Toni Duggan al 76' nella partita che vede la sua nazionale sconfitta per 1-0 dalla Spagna.
Nel luglio 2022 partecipa con la nazionale agli europei in casa, segnalandosi per le diverse reti, in particolare per quella segnata di tacco in semifinale.

## Statistiche

### Cronologia presenze e reti in nazionale
| Cronologia completa delle presenze e delle reti in nazionale ― Inghilterra | Cronologia completa delle presenze e delle reti in nazionale ― Inghilterra | Cronologia completa delle presenze e delle reti in nazionale ― Inghilterra | Cronologia completa delle presenze e delle reti in nazionale ― Inghilterra | Cronologia completa delle presenze e delle reti in nazionale ― Inghilterra | Cronologia completa delle presenze e delle reti in nazionale ― Inghilterra | Cronologia completa delle presenze e delle reti in nazionale ― Inghilterra | Cronologia completa delle presenze e delle reti in nazionale ― Inghilterra |
| Data                                                                       | Città                                                                      | In casa                                                                    | Risultato                                                                  | Ospiti                                                                     | Competizione                                                               | Reti                                                                       | Note                                                                       |
| -------------------------------------------------------------------------- | -------------------------------------------------------------------------- | -------------------------------------------------------------------------- | -------------------------------------------------------------------------- | -------------------------------------------------------------------------- | -------------------------------------------------------------------------- | -------------------------------------------------------------------------- | -------------------------------------------------------------------------- |
| 11-3-2020                                                                  | Frisco                                                                     | Inghilterra                                                                | 0 – 1                                                                      | Spagna                                                                     | SheBelieves Cup 2020                                                       | -                                                                          | 70’                                                                        |
| 30-11-2021                                                                 | Doncaster                                                                  | Inghilterra                                                                | 20 – 0                                                                     | Lettonia                                                                   | Qual. Mondiali 2023                                                        | 3                                                                          | 61’                                                                        |
| 17-2-2022                                                                  | Middlesbrough                                                              | Inghilterra                                                                | 1 – 1                                                                      | Canada                                                                     | Arnold Clark Cup 2022                                                      | -                                                                          | 75’                                                                        |
| 23-2-2022                                                                  | Wolverhampton                                                              | Inghilterra                                                                | 3 – 1                                                                      | Germania                                                                   | Arnold Clark Cup 2022                                                      | -                                                                          | 82’                                                                        |
| 8-4-2022                                                                   | Skopje                                                                     | Macedonia del Nord                                                         | 0 – 10                                                                     | Inghilterra                                                                | Qual. Mondiali 2023                                                        | -                                                                          | 70’                                                                        |
| 24-6-2022                                                                  | Leeds                                                                      | Inghilterra                                                                | 5 – 1                                                                      | Paesi Bassi                                                                | Amichevole                                                                 | -                                                                          | 63’                                                                        |
| 30-6-2022                                                                  | Zurigo                                                                     | Svizzera                                                                   | 0 – 4                                                                      | Inghilterra                                                                | Amichevole                                                                 | 1                                                                          | 45+1’ 62’                                                                  |
| 6-7-2022                                                                   | Manchester                                                                 | Inghilterra                                                                | 1 – 0                                                                      | Austria                                                                    | Euro 2022 - 1º turno                                                       | -                                                                          | 64’                                                                        |
| 11-7-2022                                                                  | Brighton                                                                   | Inghilterra                                                                | 8 – 0                                                                      | Norvegia                                                                   | Euro 2022 - 1º turno                                                       | 1                                                                          | 59’                                                                        |
| 15-7-2022                                                                  | Southampton                                                                | Irlanda del Nord                                                           | 0 – 5                                                                      | Inghilterra                                                                | Euro 2022 - 1º turno                                                       | 2                                                                          | 46’                                                                        |
| 20-7-2022                                                                  | Brighton                                                                   | Inghilterra                                                                | 2 – 1                                                                      | Spagna                                                                     | Euro 2022 - Quarti di finale                                               | -                                                                          | 58’                                                                        |
| 26-7-2022                                                                  | Sheffield                                                                  | Inghilterra                                                                | 4 – 0                                                                      | Svezia                                                                     | Euro 2022 - Semifinale                                                     | 1                                                                          | 57’                                                                        |
| 31-7-2022                                                                  | Londra                                                                     | Inghilterra                                                                | 2 – 1 dts                                                                  | Germania                                                                   | Euro 2022 - Finale                                                         | -                                                                          | 56’ 100’                                                                   |
| 3-9-2022                                                                   | Wiener Neustadt                                                            | Austria                                                                    | 0 – 2                                                                      | Inghilterra                                                                | Qual. Mondiali 2023                                                        | 1                                                                          | 62’                                                                        |
| 6-9-2022                                                                   | Stoke-on-Trent                                                             | Inghilterra                                                                | 10 – 0                                                                     | Lussemburgo                                                                | Qual. Mondiali 2023                                                        | 1                                                                          | 46’                                                                        |
| 11-11-2022                                                                 | San Pedro del Pinatar                                                      | Inghilterra                                                                | 4 – 0                                                                      | Giappone                                                                   | Amichevole                                                                 | -                                                                          | 64’                                                                        |
| 15-11-2022                                                                 | San Pedro del Pinatar                                                      | Inghilterra                                                                | 1 – 1                                                                      | Norvegia                                                                   | Amichevole                                                                 | -                                                                          | 63’                                                                        |
| 16-2-2023                                                                  | Milton Keynes                                                              | Inghilterra                                                                | 4 – 0                                                                      | Corea del Sud                                                              | Arnold Clark Cup 2023                                                      | 1                                                                          | 64’                                                                        |
| 22-2-2023                                                                  | Bristol                                                                    | Inghilterra                                                                | 6 – 1                                                                      | Belgio                                                                     | Arnold Clark Cup 2023                                                      | -                                                                          | 72’                                                                        |
| 6-4-2023                                                                   | Londra                                                                     | Inghilterra                                                                | 1 – 1                                                                      | Brasile                                                                    | Amichevole                                                                 | -                                                                          | 74’                                                                        |
| 11-4-2023                                                                  | Londra                                                                     | Inghilterra                                                                | 0 – 2                                                                      | Australia                                                                  | Amichevole                                                                 | -                                                                          |                                                                            |
| 1-7-2023                                                                   | Milton Keynes                                                              | Inghilterra                                                                | 0 – 0                                                                      | Portogallo                                                                 | Amichevole                                                                 | -                                                                          | 46’                                                                        |
| 22-7-2023                                                                  | Brisbane                                                                   | Inghilterra                                                                | 1 – 0                                                                      | Haiti                                                                      | Mondiali 2023 - 1º turno                                                   | -                                                                          | 75’                                                                        |
| 28-7-2023                                                                  | Sydney                                                                     | Inghilterra                                                                | 1 – 0                                                                      | Danimarca                                                                  | Mondiali 2023 - 1º turno                                                   | -                                                                          | 76’                                                                        |
| 1-8-2023                                                                   | Adelaide                                                                   | Cina                                                                       | 1 – 6                                                                      | Inghilterra                                                                | Mondiali 2023 - 1º turno                                                   | 1                                                                          | 72’                                                                        |
| 7-8-2023                                                                   | Brisbane                                                                   | Inghilterra                                                                | 0 – 0 (4 - 2 dtr)                                                          | Nigeria                                                                    | Mondiali 2023 - Ottavi di finale                                           | -                                                                          | 87’                                                                        |
| 12-8-2023                                                                  | Sydney                                                                     | Inghilterra                                                                | 2 – 1                                                                      | Colombia                                                                   | Mondiali 2023 - Quarti di finale                                           | 1                                                                          | 84’                                                                        |
| 16-8-2023                                                                  | Sydney                                                                     | Australia                                                                  | 1 – 3                                                                      | Inghilterra                                                                | Mondiali 2023 - Semifinale                                                 | 1                                                                          | 86’                                                                        |
| 20-8-2023                                                                  | Sydney                                                                     | Spagna                                                                     | 1 – 0                                                                      | Inghilterra                                                                | Mondiali 2023 - Finale                                                     | -                                                                          | 46’                                                                        |
| 26-9-2023                                                                  | Utrecht                                                                    | Paesi Bassi                                                                | 2 – 1                                                                      | Inghilterra                                                                | UEFA Women's Nations League 2023-2024 - 1º turno                           | 1                                                                          | 81’                                                                        |
| 27-10-2023                                                                 | Leicester                                                                  | Inghilterra                                                                | 1 – 0                                                                      | Belgio                                                                     | UEFA Women's Nations League 2023-2024 - 1º turno                           | -                                                                          | 64’                                                                        |
| 1-12-2023                                                                  | Londra                                                                     | Inghilterra                                                                | 3 – 2                                                                      | Paesi Bassi                                                                | UEFA Women's Nations League 2023-2024 - 1º turno                           | -                                                                          | 68’                                                                        |
| 5-12-2023                                                                  | Glasgow                                                                    | Scozia                                                                     | 0 – 6                                                                      | Inghilterra                                                                | UEFA Women's Nations League 2023-2024 - 1º turno                           | 1                                                                          | 65’                                                                        |
| 23-2-2024                                                                  | Algeciras                                                                  | Inghilterra                                                                | 7 – 2                                                                      | Austria                                                                    | Amichevole                                                                 | 2                                                                          | 62’                                                                        |
| 27-2-2024                                                                  | Algeciras                                                                  | Inghilterra                                                                | 5 – 1                                                                      | Italia                                                                     | Amichevole                                                                 | -                                                                          | 46’                                                                        |
| 5-4-2024                                                                   | Londra                                                                     | Inghilterra                                                                | 1 – 1                                                                      | Svezia                                                                     | Qual. Euro 2025                                                            | 1                                                                          | 79’                                                                        |
| 9-4-2024                                                                   | Dublino                                                                    | Irlanda                                                                    | 0 – 2                                                                      | Inghilterra                                                                | Qual. Euro 2025                                                            | -                                                                          | 86’                                                                        |
| 31-5-2024                                                                  | Newcastle upon Tyne                                                        | Inghilterra                                                                | 1 – 2                                                                      | Francia                                                                    | Qual. Euro 2025                                                            | -                                                                          |                                                                            |
| 4-6-2024                                                                   | Saint-Etienne                                                              | Francia                                                                    | 1 – 2                                                                      | Inghilterra                                                                | Qual. Euro 2025                                                            | 1                                                                          |                                                                            |
| 12-7-2024                                                                  | Norwich                                                                    | Inghilterra                                                                | 2 – 1                                                                      | Irlanda                                                                    | Qual. Euro 2025                                                            | 1                                                                          | 71’                                                                        |
| 16-7-2024                                                                  | Goteborg                                                                   | Svezia                                                                     | 0 – 0                                                                      | Inghilterra                                                                | Qual. Euro 2025                                                            | -                                                                          | 53’                                                                        |
| 25-10-2024                                                                 | Londra                                                                     | Inghilterra                                                                | 3 – 4                                                                      | Germania                                                                   | Amichevole                                                                 | 1                                                                          | 72’                                                                        |
| 29-10-2024                                                                 | Coventry                                                                   | Inghilterra                                                                | 2 – 1                                                                      | Sudafrica                                                                  | Amichevole                                                                 | -                                                                          | 61’                                                                        |
| 30-11-2024                                                                 | Londra                                                                     | Inghilterra                                                                | 0 – 0                                                                      | Stati Uniti                                                                | Amichevole                                                                 | -                                                                          |                                                                            |
| 3-12-2024                                                                  | Sheffield                                                                  | Inghilterra                                                                | 1 – 0                                                                      | Svizzera                                                                   | Amichevole                                                                 | -                                                                          | 46’                                                                        |
| 21-2-2025                                                                  | Portimão                                                                   | Portogallo                                                                 | 1 – 1                                                                      | Inghilterra                                                                | UEFA Women's Nations League 2025 - 1º turno                                | 1                                                                          |                                                                            |
| 26-2-2025                                                                  | Londra                                                                     | Inghilterra                                                                | 1 – 0                                                                      | Spagna                                                                     | UEFA Women's Nations League 2025 - 1º turno                                | -                                                                          | 64’                                                                        |
| 4-4-2025                                                                   | Bristol                                                                    | Inghilterra                                                                | 5 – 0                                                                      | Belgio                                                                     | UEFA Women's Nations League 2025 - 1º turno                                | 1                                                                          | 73’                                                                        |
| 3-6-2025                                                                   | Barcellona                                                                 | Spagna                                                                     | 2 – 1                                                                      | Inghilterra                                                                | UEFA Women's Nations League 2025 - 1º turno                                | 1                                                                          | 86’                                                                        |
| 29-6-2025                                                                  | Leicester                                                                  | Inghilterra                                                                | 7 – 0                                                                      | Giamaica                                                                   | Amichevole                                                                 | 1                                                                          | 75’                                                                        |
| 5-7-2025                                                                   | Zurigo                                                                     | Francia                                                                    | 2 – 1                                                                      | Inghilterra                                                                | Euro 2025 - 1° turno                                                       | -                                                                          |                                                                            |
| 9-7-2025                                                                   | Zurigo                                                                     | Inghilterra                                                                | 4 – 0                                                                      | Paesi Bassi                                                                | Euro 2025 - 1° turno                                                       | -                                                                          | 84’                                                                        |
| 13-7-2025                                                                  | San Gallo                                                                  | Inghilterra                                                                | 6 – 1                                                                      | Galles                                                                     | Euro 2025 - 1° turno                                                       | 1                                                                          | 57’                                                                        |
| 17-7-2025                                                                  | Zurigo                                                                     | Svezia                                                                     | 2 – 2 dts (2 - 3 dtr)                                                      | Inghilterra                                                                | Euro 2025 - Quarti di finale                                               | -                                                                          |                                                                            |
| 27-7-2025                                                                  | Basilea                                                                    | Inghilterra                                                                | 1 – 1 dts (3 - 1 dtr)                                                      | Spagna                                                                     | Euro 2025 - Finale                                                         | 1                                                                          | 58’ 71’                                                                    |
| Totale                                                                     |                                                                            | Presenze                                                                   | 55                                                                         |                                                                            | Reti                                                                       | 28                                                                         |                                                                            |

## Palmarès

### Club

#### Competizioni nazionali
- FA Women's League Cup: 1

Arsenal: 2023-2024

#### Competizioni internazionali
- UEFA Women's Champions League: 1

Arsenal: 2024-2025

### College
- Atlantic Coast Conference regular season: 2

North Carolina Tar Heels: 2018, 2019
- ACC Women's Soccer Tournament: 2

North Carolina Tar Heels: 2017, 2019

### Individuale
- Capocannoniere del campionato europeo femminile Under 17 di calcio: 1

Bielorussia 2016 (5 reti, ex aequo con  Lorena Navarro)
- ACC Freshman of the Year: 1

2017
- ACC Offensive Player of the Year: 1

2018

### Nazionale
- Campionato d'Europa: 2

2022, 2025
- Arnold Clark Cup: 2

2022, 2023
- Finalissima: 1

2023